# Mitsuki Saiga
Mitsuki Saiga (斎賀 みつき, Saiga Mitsuki), née le 12 juin 1973) est une seiyū de nationalité japonaise. Elle vit actuellement à Saitama. Elle est rattachée à l'agence Ken Production. Ses hobbies sont la chanson, le tennis et la lecture.

## Personnalité

### En tant que seiyū
Elle joue des rôles de jeune homme en raison de son timbre de voix relativement peu aigu. Elle joue notamment beaucoup de rôles de bishōnen et de beaux hommes.
Elle commence à composer des chansons pour l'animation anime tenchou B' tenchou kouhosei.

## Palmarès
En gras sont indiqués les rôles principaux.

### Série animée

#### 1998
- Hitoshikun et ToraiZ dans Hikarian: Great Railroad Protector
- Une maquilleuse, une modèle et des femmes dans Devil Lady
- Kanmai Tokono dans futari kurashi
- Une infirmière et une belle cliente dans meitantei Konan

#### 1999
- Une mascotte, une femme au foyer et une voix d'ordinateur dans cowboy Bebop
- Un employé de magasin dans meitantei Konan
- De nombreux personnages secondaires dans Crest of the Stars
- Kaeru, un garçon, un employé de magasin et une fille dans Seraphim CallRaven dans Zoids: Chaotic Century
- Izamu dans Microman

#### 2000
- Okabe-sensei dans Ghost Stories
- Un garçon dans Karakurizōshi Ayatsuri Sakon
- Une fille dans GTO
- Saubach dans banner of the Stars

#### 2001
- Saubach dans banner of the Stars
- Jun Koefubuki dans Prince Mackaroo
- Kirihiko Kirino, Mashiro, Oniko, Elizabeth, Nastassja, la femme du chef de Rosoko dans Kasumin
- Le fondateur de mochida, Oda-kun et un garçon dans Crayon shin-chan
- Kyosuke Date dans The SoulTaker
- Nathalie Kocto dans Geneshaft
- Jamie Hemeros dans Zoids: New Century, or Zoids: New Century Slash Zero
- Isami dans Pocket Monster
- Kurozaki Sherlock dans Tantei shonen Kageman
- Oscar Tsukishima dans totto hamu tarou

#### 2002
- Gen dans Monkey Typhoon
- Un garçon dans Atashin'chi
- Jin dans King of Bandit Jing
- Makubex dans GetBackers
- Fill dans cyborg
- AHR rescue dans Denkouchoutokkyuu Hikarian
- Tsukasa dans .hack//SIGN
- Takashi Ayanokoji dans Pita-ten
- Honoyama Ishuuin dans MegaMan NT Warrior

#### 2003
- Junior dans R.O.D -THE TV-
- Francis Harcourt et Keith Harcourt dans Nadja
- Shintarou dans Inu-Yasha
- Masaru Odawara dans Uchū no Stellvia
- Bado dans E's
- La Comtesse Werdenberg dans Gilgamesh
- LT dans Crash gear Nitro
- Suzuki Shigeto, une fille et un garçon dans Doraemon
- Maria Ross dans Fullmetal Alchemist
- Okitasouji dans Peace Maker
- Shuu dans Pokémon
- Ijuuin Enzan dans Rockman.EXE Axess

#### 2004
- Zero dans Superior Defender Gundam Force
- Nasuka dans Space Symphony Maetel
- Yamase dans Onmyō Taisenki
- Wolfram von Bielefeld dans Kyō kara maoh!
- Makoto Kōsaka dans Genshiken
- Burito dans Croket!
- Mamoru Odate dans Sōkyū no Fafner
- Chie Arada dans Mai-HiME
- Katou Akira dans La Vierge Marie vous regarde
- Takafumi Anzou dans Major
- Ijuuin Enzan dans Rockman.EXE Stream

#### 2005
- Shiori kurokawa dans Ichigo 100%
- Robert Haydn dans La loi d’Ueki
- Wolfram von Bielefeld dans Kyō kara maoh!
- Chie Arada dans Mai-HiME
- Vesuvia Valentino dans Cluster Edge
- Ijuuin Enzan dans Rockman.EXE Beast
- Genji Morita dans Chocola et Vanilla
- Jim dans Viewtiful Joe
- Fantôme dans MÄR
- Sagan Natsuo dans Loveless

#### 2006
- Kureo Amakusa dans Host Club : Le lycée de la séduction
- Rei dans Kotencotenco
- Amitav dans Sasami: Magical Girls Club
- La secrétaire du directeur dans Tokimeki Memorial Only Love
- Kashmea dans .hack//Roots
- Igraine Burnett dans La Sorcière de l'ouest
- Toshio Saikusa dans Bakegyamon
- Une jeune samouraï dans Major
- Rin dans Black Cat
- Penny Carter dans Project Blue Earth SOS
- Ijuuin Enzan dans Rockman.EXE Beast+
- Akira dans Wan Wan Celeb Soreyuke! Tetsunoshin

#### 2007
- Le ministre de la guerre dans Ikki Tousen
- Adèle dans Emma
- Makoto Kōsaka dans Genshiken
- Ryoutou kouseki dans Kōtetsu Sangokushi
- Kei Yakushi dans Ghost Hound
- Irene dans Darker than Black : Kuro no keiyakusha
- David dans D.Gray-man
- Fantôme dans MÄR
- Jomy Marquis Shin dans Toward the Terra
- Deen dans La Quête de Deltora
- Rossiu Adai dans Tengen toppa Gurren-Lagann
- Moela Jefferson dans Moonlight Mile
- Le professeur principal dans Mushi-Uta
- Kei Yûk dans Moyashimon: Tales of Agriculture

#### 2009
Zepar dans Umineko no naku koro ni Chiru

#### 2013
Makai Ouji devils and realist , Salomon

#### 2017
- Kanetsugu Gasō dans Masamune-kun no Revenge

## Doublages
- .hack//G.U. Returner : Endrance
- .hack//GIFT : Tsukasa
- .hack//SIGN : Tsukasa
- .hack//Unison : Tsukasa
- 07-Ghost : Klein, Teito
- Amon: The Apocalypse of Devilman : Psycho Jenny
- Aquarian Age: Sign for Evolution : West, Arayashiki
- Ashita no Nadja : Harcourt, Francis, Keith
- Azumanga Web Daioh : Kagura
- Bakegyamon : Saegusa, Toshio
- Black Cat : Shaolee, Lin
- Bleach : Zabimaru (Babouin)
- Cluster Edge (anime, OAV) : Valentino, Besubia
- D.Gray-man : Jasdebi
- Detective Conan: The Phantom of Baker Street : Kikukawa, Seiichiro
- Fire Emblem Heroes : Kliff, Nailah
- Fire Emblem Echoes: Shadows of Valentia : Kliff
- Fullmetal Alchemist : Ross, Maria
- Gekijōban Rockman.EXE - Hikari to Yami no Program : Ijuuin, Enzan
- Genshiken : Kousaka, Makoto
- Genshiken 2 : Kousaka, Makoto
- GetBackers : Makube, MakubeX
- Ghost Hound : Yakushi, Kei
- Gilgamesh : Kageyama, Hiroko
- Hellsing Ultimate : Wolfe, Heinkel
- Ichigo 100% : Kurokawa, Shiori
- Itazura na Kiss : Kikyou, Motoki
- Kai Doh Maru : Kintoki, Sakatano
- King of Bandit Jing : Jing
- Kōtetsu Sangokushi : Kouseki, Ryoutou
- Kyō Kara Maō! : von Bielefeld, Wolfram
- Kyō Kara Maō! R : von Bielefeld, Wolfram
- Kyō Kara Maō! 3rd Series : von Bielefeld, Wolfram
- Le Portrait de Petit Cossette : Kurahashi, Eiri
- Loveless : Sagan, Natsuo
- Mai-HiME : Harada, Chie
- Mai-HiME Specials : Harada, Chie
- Mai-Otome : Hallard, Chie
- Mai-Otome DVD Special : Hallard, Chie
- Mai-Otome Zwei : Hallard, Chie
- MÄR : Phantom
- Maria-sama ga Miteru ~Haru~ : Katou, Kei
- Mobile Suit Gundam 00 (saison 2) : Revival, Revive
- Monochrome Factor : Kujo, Haruka
- Moyashimon : Yuuki, Kei
- Mushi-Uta : Homeroom teacher
- Nabari no Ou : Yoite
- Naisho no Tsubomi : Saegusa, You
- Nurse Witch Komugi-chan : Date, Kyosuke
- Nurse Witch Komugi-chan Magikarte Z : Date, Kyosuke
- Ouran High School Host Club : Benio, Amakusa
- Peace Maker Kurogane : Okita, Souji
- Pita Ten : Ayanokouji, Takashi
- Pokémon : Drew
- Project BLUE Chikyū SOS : Carter, Penny
- R.O.D. TV : Junior
- Rockman.EXE : Ijuuin, Enzan
- Rockman.EXE Axess : Ijuuin, Enzan
- Rockman.EXE Beast : Ijuuin, Enzan
- Rockman.EXE Beast+ : Ijuuin, Enzan
- Rockman.EXE Stream : Ijuuin, Enzan
- Seikai no Senki : Sobaash
- Seikai no Senki II : Sobaash
- Seikai no Senki III : Sobaash
- Sekirei : Haihane
- Shikabane Hime: Aka : Kamiu, Shinze
- Shugo Chara! : Sanjou, Kairi
- Shugo Chara!! Doki : Sanjou, Kairi
- Sōkyū no Fafner: Dead Aggressor : Kodate, Mamoru
- SoulTaker : Date, Kyosuke
- Sōsei no Aquarion OVA : Scorpios
- Space Symphony Maetel : Nazca
- Steven Universe : Garnet
- Super Smash Bros. Ultimate : Dragon Quest XI Hero
- Tengen Toppa Gurren Lagann : Adai, Rossiu
- Toward the Terra : Marquis Shin, Jomy
- The Law of Ueki : Haydn, Robert
- Tokimeki Memorial ~Only Love~ : Chairman's Secretary
- Triangle Heart - Sweet Songs Forever : Mikami, Misato
- Tsubasa Chronicle: Tokyo Revelations : Kuzuki, Kakyo
- Uchū no Stellvia : Odawara, Masaru
- Xenoblade Chronicles 2 : Mòrag Ladair
- Shingeki no Kyojin : Yelena